# Episodi di The Mothers-In-Law (seconda stagione)
La seconda stagione della serie televisiva The Mothers-In-Law è andata in onda negli Stati Uniti dal 15 settembre 1968 al 13 aprile 1969 sulla NBC.
| nº | Titolo originale                                | Prima TV USA      | Titolo italiano | Prima TV Italia |
| -- | ----------------------------------------------- | ----------------- | --------------- | --------------- |
| 1  | Here Comes the Bride, Again                     | 15 settembre 1968 |                 |                 |
| 2  | The Match Game                                  | 22 settembre 1968 |                 |                 |
| 3  | A Little Pregnancy Goes a Long Way              | 29 settembre 1968 |                 |                 |
| 4  | Love Thy Neighbor, If You Can't Get Him to Move | 6 ottobre 1968    |                 |                 |
| 5  | I Didn't Raise Myself to Be a Grandmother       | 13 ottobre 1968   |                 |                 |
| 6  | Even Mothers-in-Law Have Mothers-in-Law         | 20 ottobre 1968   |                 |                 |
| 7  | The Matador Makes a Movie                       | 27 ottobre 1968   |                 |                 |
| 8  | It's a Dog's Life                               | 10 novembre 1968  |                 |                 |
| 9  | The First Anniversary is the Hardest            | 24 novembre 1968  |                 |                 |
| 10 | The Birth of Everything but the Blues           | 1º dicembre 1968  |                 |                 |
| 11 | Nome, Schnome, I'd Rather Have It at Home       | 8 dicembre 1968   |                 |                 |
| 12 | Hail, Hail, the Gang's Still Here               | 15 dicembre 1968  |                 |                 |
| 13 | Didn't You Use to Be Ozzie Snick?               | 22 dicembre 1968  |                 |                 |
| 14 | Make Room for Baby                              | 5 gennaio 1969    |                 |                 |
| 15 | Haven't You Had That Baby Yet?                  | 12 gennaio 1969   |                 |                 |
| 16 | And Baby Makes Four                             | 19 gennaio 1969   |                 |                 |
| 17 | Nanny Go Home                                   | 26 gennaio 1969   |                 |                 |
| 18 | Double Trouble in the Nursery                   | 2 febbraio 1969   |                 |                 |
| 19 | Void Where Prohibited by In-Laws                | 9 febbraio 1969   |                 |                 |
| 20 | Guess Who's Coming Forever?                     | 23 febbraio 1969  |                 |                 |
| 21 | Every In-Law Wants to Get Into the Act          | 2 marzo 1969      |                 |                 |
| 22 | Two on the Aisle                                | 16 marzo 1969     |                 |                 |
| 23 | Take Her, He's Mine                             | 23 marzo 1969     |                 |                 |
| 24 | Show Business is No Business                    | 30 marzo 1969     |                 |                 |
| 25 | The Charge of the Wife Brigade                  | 6 aprile 1969     |                 |                 |
| 26 | The Not-So-Grand Opera                          | 13 aprile 1969    |                 |                 |

## Here Comes the Bride, Again
- Prima televisiva: 15 settembre 1968
- Diretto da: Desi Arnaz
- Scritto da: Madelyn Davis, Bob Carroll, Jr.

### Trama
- Guest star: Jan Allyson (Peggy), Judy Franklin (Cynthia), William Lanteau (Mark Redfield), Jeanette Nolan (nonna Gabriela Balotta)

## The Match Game
- Prima televisiva: 22 settembre 1968
- Diretto da: Elliott Lewis

### Trama
- Guest star: Paul Lynde (Wally Logan)

## A Little Pregnancy Goes a Long Way
- Prima televisiva: 29 settembre 1968
- Diretto da: Elliott Lewis

### Trama
- Guest star: Jim Begg (steward), Harry Hickox (Vic Cornell), Bruce Kirby (Bill Trumbull), Shirley Mitchell (Margaret Cornell), June Whitley Taylor (Betty Trumbull)

## Love Thy Neighbor, If You Can't Get Him to Move
- Prima televisiva: 6 ottobre 1968
- Diretto da: Elliott Lewis
- Scritto da: Fred S. Fox, Seaman Jacobs

### Trama
- Guest star:

## I Didn't Raise Myself to Be a Grandmother
- Prima televisiva: 13 ottobre 1968
- Diretto da: Elliott Lewis

### Trama
- Guest star: Bruce Kirby (Bill Trumbull), Tony Urbano (Puppets)

## Even Mothers-in-Law Have Mothers-in-Law
- Prima televisiva: 20 ottobre 1968
- Diretto da: Elliott Lewis
- Scritto da: Seaman Jacobs, Fred S. Fox

### Trama
- Guest star:

## The Matador Makes a Movie
- Prima televisiva: 27 ottobre 1968

### Trama
- Guest star: Desi Arnaz Jr. (uomo con ciak), Desi Arnaz (Raphael del Gado), Jim Begg (ragazzo delle consegne), Joseph Mell (Chuck), John Myhers (Mr. Walker)

## It's a Dog's Life
- Prima televisiva: 10 novembre 1968
- Diretto da: Elliott Lewis
- Scritto da: Arthur Marx, Robert Fisher

### Trama
- Guest star: John Byner (Arnold Lacy)

## The First Anniversary is the Hardest
- Prima televisiva: 24 novembre 1968

### Trama
- Guest star: Stephanie Adamick (ragazza), Joe Besser (barbone), Jerry Pyne (man), Stafford Repp (poliziotto)

## The Birth of Everything but the Blues
- Prima televisiva: 1º dicembre 1968
- Diretto da: Elliott Lewis
- Scritto da: Elaine Di Bello Bradish

### Trama
- Guest star: Mel Blanc (David the Mynah Bird, voce), Frank Inn (uomo con orso), Del Moore (uomo con cane), Herb Voland (dottor Butler)

## Nome, Schnome, I'd Rather Have It at Home
- Prima televisiva: 8 dicembre 1968
- Scritto da: Henry Garson

### Trama
- Guest star:

## Hail, Hail, the Gang's Still Here
- Prima televisiva: 15 dicembre 1968
- Diretto da: Elliott Lewis

### Trama
- Guest star:

## Didn't You Use to Be Ozzie Snick?
- Prima televisiva: 22 dicembre 1968
- Scritto da: Fred S. Fox, Seaman Jacobs

### Trama
- Guest star:

## Make Room for Baby
- Prima televisiva: 5 gennaio 1969
- Diretto da: Elliott Lewis

### Trama
- Guest star:

## Haven't You Had That Baby Yet?
- Prima televisiva: 12 gennaio 1969
- Diretto da: Elliott Lewis

### Trama
- Guest star:

## And Baby Makes Four
- Prima televisiva: 19 gennaio 1969
- Diretto da: Elliott Lewis

### Trama
- Guest star: Alice Ghostley (Mrs. Wiley)

## Nanny Go Home
- Prima televisiva: 26 gennaio 1969
- Diretto da: Elliott Lewis
- Scritto da: Elaine Di Bello Bradish

### Trama
- Guest star: Jerry Hausner (Delivery man), Jeanette Nolan (Annie McTaggert)

## Double Trouble in the Nursery
- Prima televisiva: 2 febbraio 1969
- Diretto da: Elliott Lewis
- Scritto da: Bruce Howard

### Trama
- Guest star:

## Void Where Prohibited by In-Laws
- Prima televisiva: 9 febbraio 1969
- Diretto da: Elliott Lewis
- Scritto da: Skip Webster

### Trama
- Guest star: Flip Mark (Felix), Benny Rubin (Mr. Pratt)

## Guess Who's Coming Forever?
- Prima televisiva: 23 febbraio 1969
- Diretto da: Elliott Lewis
- Scritto da: Arthur Marx, Robert Fisher

### Trama
- Guest star: Skip Battyn (Haggard J. Haggard), Scoey Mitchell (Solomon Elkins)

## Every In-Law Wants to Get Into the Act
- Prima televisiva: 2 marzo 1969
- Diretto da: Elliott Lewis
- Scritto da: Bruce Howard

### Trama
- Guest star: Jimmy Durante (se stesso), Herbie Faye (Manny Walters), Del Moore (Fred Cooper)

## Two on the Aisle
- Prima televisiva: 16 marzo 1969
- Diretto da: Elliott Lewis
- Scritto da: Sydney Zelinka

### Trama
- Guest star: Joe Besser, Teri Garr

## Take Her, He's Mine
- Prima televisiva: 23 marzo 1969
- Diretto da: Elliott Lewis

### Trama
- Guest star: Joi Lansing (Barbara)

## Show Business is No Business
- Prima televisiva: 30 marzo 1969
- Diretto da: Elliott Lewis
- Scritto da: Robert Fisher, Arthur Marx

### Trama
- Guest star: Don Rickles (se stesso)

## The Charge of the Wife Brigade
- Prima televisiva: 6 aprile 1969
- Diretto da: Elliott Lewis
- Scritto da: Arthur Marx, Robert Fisher

### Trama
- Guest star: Monty Margetts (Mrs. Crutcher), Roy Stuart (Mr. Finch)

## The Not-So-Grand Opera
- Prima televisiva: 13 aprile 1969
- Diretto da: Elliott Lewis
- Scritto da: Elaine Di Bello Bradish

### Trama
- Guest star: Marjorie Bennett (Lucille), Mary Jane Croft (Carol Yates), Brenda Fairaday (Valkyrie), Clare Gordon (Valkyrie), Donna Hall (Horse Trainer), John Myhers (Bob Simpson), Marni Nixon (se stessa), Maurita Phillips (Valkyrie), Gloria Grace Prosper (Valkyrie)